# Gustaf Adolf Enegren
Gustaf Adolf Enegren, född 10 augusti 1784 i Falun, död 29 oktober 1854 i Stockholm, var en svensk medaljgravör.
Han var son till kronoinspektoren Johan Enegren och Sophia Molin samt från 1815 gift med Hedvig Charlotta Flodin (1791–1854). 
Enegren studerade vid Konstakademien i Stockholm 1800–1812 och från 1803 för bankgravören J. G. Wikman där han blev medaljlärling vid Rikets ständers bank 1805. Han blev bankomedaljör 1818 och på interimsstat från 1838. Han utnämndes till agré vid konstakademien 1837. Enegrens arbetsuppgifter vid banken var att gravera vitstämplar för sedlar och formulär och när man i mitten av 1830-talet övergick till gravyrtryck blev gravörernas arbetsuppgifter mindre och hans tjänst ändrades till interimsstat. För Svenska akademien graverade han 1815-1835 19 av akademiens minnesmedaljer samt 4 stycken personmedaljer och några kungliga skådespelarmedaljer. Ofta såg uppragsgivarna till att Enegren fick arbeta efter andras förlagor som Lars Grandel eller Erik Gustaf Göthe tecknat, det misstroende som kan spåras i att han inte självständigt fick utföra hela medaljarbetet resulterade slutligen i att Bernhard von Beskow beslöt att akademien inte skulle anlita Enegren som gravör. Många av hans medaljer saknar en personlig touche och ger ett dött intryck. Bland hans bästa arbeten är medaljen över Casper Ehrenborg från 1826. Makarna Enegren och en dotter avled i koleraepidemin 1854. De är gravsatta på Norra begravningsplatsen utanför Stockholm.